# Cambridge Circus (économie)
Pour les articles homonymes, voir Cambridge Circus.
Le Cambridge Circus (Cercle de Cambridge) désigne un groupe d'économistes de l’université de Cambridge qui collaboraient de façon étroite avec John Maynard Keynes.

## Histoire
Le groupe se composait de Richard Kahn, James Meade, Joan Robinson, Austin Robinson et Piero Sraffa. Il s’est formé immédiatement après la publication du Traité sur la monnaie intervenue le 31 octobre 1930, afin de lire et discuter le Traité et d’apporter leurs impressions et réflexions à propos du travail théorique que menait Keynes et qui devait conduire à sa Théorie générale de l'emploi, de l'intérêt et de la monnaie. 
Sraffa est à l’origine de la formation du groupe, qui a tenu ses discussions dans les salles de classe de Kahn dans le bâtiment Gibb de King’s College. Le groupe engageait des discussions entre les membres du cercle, et lors de séminaires qui comprenaient des étudiants de premier cycle, au cours de l’année scolaire 1930-1931. Les séminaires se sont tenus dans l’Old Combination Room de Trinity College.
Keynes ne participe jamais aux réunions du cercle. Au bout de quelques mois, les meilleurs étudiants de licence sont invités à participer, après une sélection draconienne.